# Düttling
Düttling is een plaats in de Duitse gemeente Heimbach (Eifel), deelstaat Noordrijn-Westfalen, en telt 76 inwoners.